# Jacob Hoefnagel

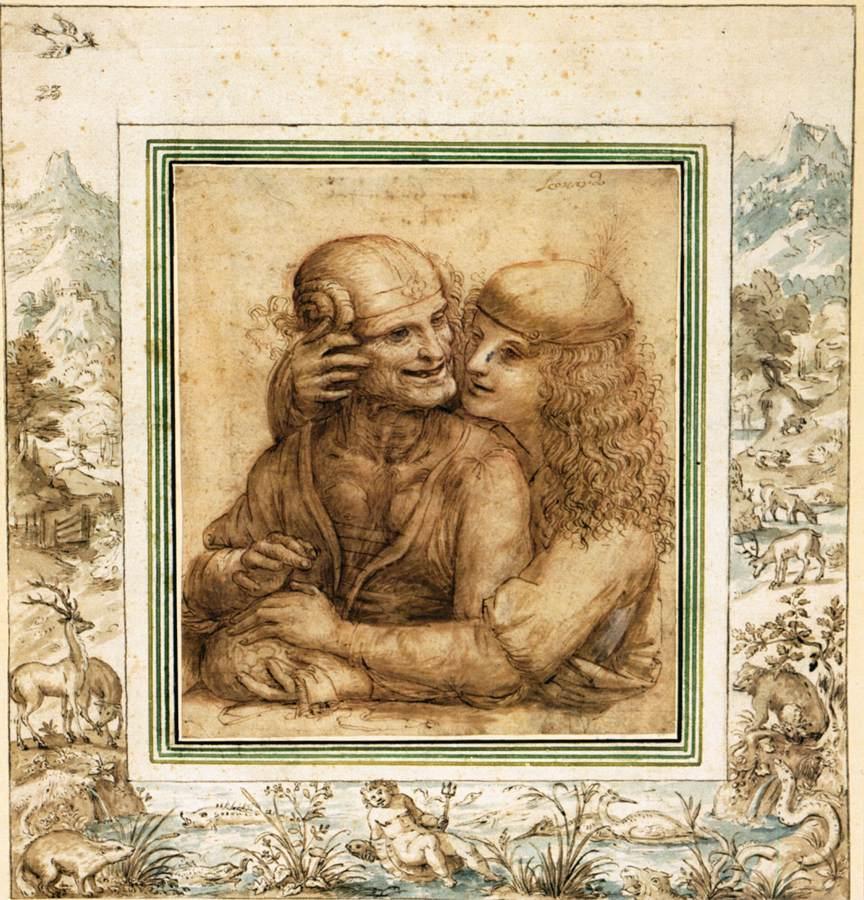
En ung man smeker en gammal kvinna.

Jacob Hoefnagel, född 1575 i Antwerpen, död omkring 1630, var en flamländsk målare och grafiker. Han var son till Joris Hoefnagel.
Hoefnagel var i likhet med fadern hovmålare i Wien och Prag (1602–1613) och fullföljde som sådan dennes verk, som det så kallade Museum Rudolf II, en serie bilder av sällsynta djur (i nationalbiblioteket i Wien). Även han arbetade för Frans Hogenberg och Georg Braun. Berömt är hans 1609 stuckna panorama över Wien. År 1624 vistades han en kort tid vid hovet i Stockholm, och ett av de främsta porträtten av Gustav II Adolf tilskrivs Hoefnagel, likså ett porträtt av Maria Eleonora, som även är känt genom en gravyr.